# Thyl Ulenspiegel (bande dessinée)
Thyl Ulenspiegel, ou les Aventures de Thyl Ulenspiegel, est  une série de bande dessinée créée par Willy Vandersteen pour le Journal de Tintin, où elle est publiée de 1951 à 1953. Elle paraît ensuite en albums au Lombard, puis est rééditée par d'autre éditeurs. 
Le héros, Thyl Ulenspiegel, se dresse contre les envahisseurs espagnols en Flandre au XVIe siècle, puis part dans le Nouveau Monde lors de la fondation de Fort Amsterdam (future New York). Cette série est une libre adaptation du personnage folklorique de Till l'Espiègle. Patrick Gaumer considère cette bande dessinée comme un « petit chef-d'œuvre ».

## Trame
Le personnage de Till l'Espiègle ou Thyl Ulenspiegel est une des figures emblématiques du folklore flamand. La trame de Willy Vandersteen commence par suivre l'intrigue du roman de Charles De Coster.
Le premier épisode est La Révolte des Gueux. En 1562, à Damme, deux jeunes pêcheurs s'en prennent à une jeune fille, Nele, et la poursuivent en lui lançant des pierres. Thyl Ulenspiegel, fils du charbonnier Claes, intervient pour la sauver. En compagnie de Lamme et de Nele, Thyl Ulenspiegel prend le commandement des « Gueux », les paysans flamands révoltés, dans la Flandre au XVIe siècle. Dans cet épisode Vandersteen est fidèle à De Coster et montre le héros de l'identité flamande combattant contre les envahisseurs espagnols.
Dans le second volet, Fort Amsterdam, Vandersteen s'écarte du roman et met en scène ses héros dans la colonie hollandaise d'Amérique, avec la fondation de Fort Amsterdam, sur l'actuel site de New York.

## Jugements sur la série
Cette « belle adaptation » par Vandersteen est manifestement motivée par des « raisons géographiques, voire nationalistes ».
Le Centre national de la littérature pour la jeunesse donne un « Coup de cœur ! » à cette série, et indique que Vandersteen y présente les « classiques aventures de Thyl l'Espiègle, resituées dans le contexte de la lutte contre les espagnols », avec un style « voisin de la ligne claire d'Hergé ou Bob de Moor ».
Selon Patrick Gaumer, cette série a marqué les lecteurs de l'époque. Elle est « un des fleurons de la bande dessinée belge » et un « petit chef-d'œuvre ».

## Publication dansTintin
La série paraît dans Tintin de 1951 à 1953 : elle y commence dans le no 39 de septembre 1951 et s'y termine en décembre 1953.

## Albums

### Série originale
- La Révolte des Gueux, Éditions du Lombard, 1954.
- Fort Amsterdam, Éditions du Lombard, 1955.

### Rééditions
- La Révolte des Gueux, éditions R.T.P., 1974.
- Fort Amsterdam, éditions R.T.P., 1974.

- La Révolte des Gueux, Erasme, 1982.
- Fort Amsterdam, Erasme.

- La Révolte des Gueux, Le Lombard, collection « Histoires et légendes », 1991  (ISBN 2803609134 et 978-2803609130).
- Fort Amsterdam, Le Lombard, 1992  (ISBN 2803609878 et 9782803609871).

- La Révolte des Gueux / Fort Amsterdam, intégrale, Le Lombard, collection « Indispensables Lombard », 2009  (ISBN 280362513X et 978-2-8036-2513-0), 132 p.